# Пиратска партия на Германия
Германската пиратска партия (на немски: Piratenpartei Deutschland, съкратено Пиратите) е германска политическа партия, учредена на 10 септември 2006 г. в Берлин.
Член е на Пиратския интернационал.
Образувана по образец на Шведската пиратска партия като партия на постиндустриалното информационно общество, партията определя своите цели като: Съдействие за свободното разпространение на знания и свободна култура; борба за съхранение на гражданските права и свободи в интернет, в частност – противодействие на електронното следене и цензура.

## Участие в изборите
За пръв път Германската пиратска партия се явява на 27 януари 2008 г. – на изборите за местен парламент в провинция Хесен. За нея гласуват около 7000 избиратели (0,3 %). През 2009 г. Пиратите участват в изборите за Европарламент и получават около 230 000 гласа (0,9 %), благодарение на което привличат вниманието на пресата. На 30 август 2009 г. на изборите за градски събрания в провинция Северен Рейн-Вестфалия Пиратите получават по едно място в градските съвети на Аахен и Мюнстер и получават 1,9 % гласа на изборите в местния парламент на провинция Саксония. На изборите в Бундестага, проведени на 27 септември 2009 г., на които Пиратската партия издига свои кандидатури във всички провинции, освен Саксония, получава 2 % от гласовете на избирателите.